# Nick Hornby
Nick Hornby (Redhill, Surrey, Anglaterra, 1957) és un escriptor i periodista anglès.
Professor de literatura anglesa llicenciat a Cambridge, va començar col·laborant com a periodista a The Sunday Times, The Independent i com a crític de música per The New Yorker. Seves són novel·les d'èxit com High Fidelity, About a Boy i Fever Pitch, entre d'altres. Aquesta última novel·la va guanyar el premi William Hill Sports Book of the Year el 1992.

## Biografia
Nick Hornby va créixer en el si d'una família de classe mitjana-alta anglesa, a causa de l'èxit del seu pare, Sir Derek Hornby, com a home de negocis. Els seus pares es divorciaren quan tenia onze anys. Aleshores es va convertir en un fan de l'equip londinenc Arsenal FC.
Un cop acabada l'escola primària, a mitjans dels setanta, va estudiar literatura anglesa a la Universitat de Cambridge. Quan acabà la carrera, va treballar com a professor d'anglès mentre escrivia articles i crítiques musicals per a revistes com Time Out o Literary Review.
L'any 2012 se'l va guardonar amb el Premi Internacional de Periodisme Manuel Vázquez Montalbán de periodisme esportiu.

## La seva obra
Les seves novel·les es caracteritzen pel tractament de les relacions humanes, d'una manera realista però alhora tendra. Els protagonistes són antiherois, des del punt de vista que són en cert grau, una mica mesquins, covards i egoistes, encara que siguin bones persones.
Algunes d'aquestes novel·les han passat al cinema: el 1997, el mateix Nick Hornby va escriure el guió de l'adaptació de Fever Pitch, pel·lícula que protagonitzà Colin Firth. El 2000, John Cusack va protagonitzar High Fidelity, i Hugh Grant, About a Boy el 2002.

### Novel·les
- Fever Pitch, 1992.
- High Fidelity, 1995.
- About a Boy, 1998.
- How to Be Good, 2001.
- A Long Way Down, 2005.
- Slam, 2007.
- Juliet, Naked, 2009.

### Assaig
- Contemporary American Fiction, 1992.
- 31 Songs, 2003.
- The Polysyllabic Spree, 2004.
- Housekeeping vs. the Dirt, 2006.
- Shakespeare wrote for Money, 2008.

### Històries curtes
- Faith, 1998.
- Not a Star, 2007.
- Otherwise Pandemonium.

### Antologies
- My Favourite Year: A Collection of Football Writing, 1993.
- The Picador Book of Sportswriting, 1996.
- Speaking with the Angel, 2000 (diversos autors). Compilada per Nick Hornby, és una antologia de 12 relats curts de la més recent avantguarda literària anglosaxona.
- Otherwise Pandemonium, 2005.

### Guions de cinema
- Fever Pitch, dirigida per David Evans el 1997.
- High Fidelity, dirigida per Stephen Frears el 2000.
- Un nen gran (About a Boy), dirigida per Chris i Paul Weitz el 2002.
- Fever Pitch, dirigida per Bobby i Peter Farrelly el 2005.
- Una educació, dirigida per Lone Scherfig el 2009.[2]

## Premis

### Premis Oscar
| Any  | Categoria           | Pel·lícula   | Resultat |
| ---- | ------------------- | ------------ | -------- |
| 2009 | Millor guió adaptat | Una educació | Nominat  |